# کرابله
کرابله ناحیه‌ای در غرب استان انبار عراق، در نزدیکی مرز سوریه است. کشاورزی کار اصلی مردم کرابله است.

## شهر کرابله
شهر مرزی کرابله در مرکز ناحیه کرابله، در ۵–۷ کیلومتری مرز سوریه قرار دارد. جمعیت این شهر ۲۵۰۰۰ نفر است و تمام آن‌ها اعراب اهل سنت هستند.

## منطقه گازی آکاس
منطقه گازی آکاس یکی از دو منطقه گازی عراق، در ناحیه کرابله واقع شده‌است. این منطقه در سال ۱۹۹۲ کشف شد و ۳۰ کیلومتر در ۱۲ کیلومتر مساحت دارد. در سال ۲۰۱۱ دولت عراق قراردادی با شرکت گاز کره برای بهره‌برداری از این منطقه امضا کرد. طبق این قرارداد سهم درآمد از این منطقه ۷۵٪ به شرکت گاز کره و ۲۵٪ به شرکت نفت میدلند می‌رسد. از زمان آغاز جنگ عراق در سال ۲۰۱۴ تمام ساخت و سازها استخراج‌ها متوقف شده‌است.

## وضعیت کنونی
هم اکنون شهر در تصرف داعش قرار دارد.